# Kuching
Kuching je město v Malajsii, ve kterém žije 325 000 obyvatel (včetně aglomerace až 680 000). Leží na severozápadě ostrova Borneo a je hlavním městem spolkového státu Sarawak.

## Historie
Město založil v roce 1827 vládce Brunejské říše Pengiran Indera Mahkota. Od roku 1841 se Kuching stal sídlem bílého rádži ze Sarawaku Jamese Brooka. Jeho nástupce Charles Brooke nechal v roce 1870 postavit palác Astana, který dosud slouží jako sídlo vlády, a v roce 1879 pevnost Fort Margherita na ochranu města proti pirátským nájezdům. V době japonské okupace za druhé světové války vznikl na jihovýchodním okraji města zajatecký tábor Batu Lintang. Od roku 1963 je Kuching součástí nezávislé Malajsie a v roce 1988 se stal statuárním městem. Administrativně je město rozděleno na severní a jižní část, z nichž každá má vlastního starostu.

## Demografie
Nejpočetnějšími etnickými skupinami ve městě jsou Malajci, Chanové a Ibanové.

## Současnost
Kuching leží na řece Sarawak nedaleko jejího ústí do Jihočínského moře a má ekvatoriální podnebí. Je regionálním centrem průmyslu, obchodu i turistiky. V blízkosti města se nacházejí národní park Bako a národní park Kuching Wetlands. Cílem výletů je i hora Santubong, kde působil přírodovědec Alfred Russel Wallace. Mezinárodní letiště Kuching, zřízené v roce 1950 a rekonstruované v roce 2008, patří k největším v Malajsii. Každoročně se zde koná mezinárodní hudební akce Rainforest World Music Festival.

## Zajímavost
Název města je odvozen od malajského výrazu „mata kucing“ (kočičí oko), označujícího původně místní druh ovoce. V ulicích se nachází množství soch koček a bylo zde také v roce 1993 otevřeno první kočičí muzeum na světě.

## Partnerská města
- Kóči, Japonsko
- Pontianak, Indonésie
- Alexandrie, Egypt
- Rotterdam, Nizozemsko
- Čen-ťiang, Čína